# Тоя міцна
То́я міцна́, або аконі́т міцни́й (Aconitum firmum Rchb.) — трав'яниста рослина роду аконіт або тоя (Aconitum).

## Поширення
У дикому стані в Україні росте на гірських луках та кам'янистих скелях Карпат, трапляється також у верхній смузі лісового поясу.

## Ботанічна характеристика
Листки пальчасто-роздільні. Квітки зібрані у видовжені розгалужені китицеподібні густі суцвіття. Чашолистки пелюсткоподібні, синьо-блакитні. Пелюстки, які набагато дрібніші від чашолистків і мало помітні, виступають у вигляді нектарників. Цвіте у другій половині літа — в липні — вересні. Запилюється тільки джмелями.
На фоні інших рослин тоя міцна виділяється своїми стрункими стеблами й конусоподібними суцвіттями.

## Хімічний склад
Як і інші представники роду тоя, містить отруйні алкалоїди аконітин та псевдоаконітин, що й обумовлює властивості рослини. В стеблі і листках їх міститься 0,9 %, у суцвітті — до 1,25 %. Найотруйніша частина аконітів — корінь.

## Застосування у народній медицині
У народній медицині використовують при невралгії, подагрі, ревматизмі, проти пухлин. У далекому минулому китайські лікарі вживали аконіт при болях, викликаних раком.

## Заготівля
Збирають бульби аконіту восени, старі з стебловими залишками відкидають. Сушать у добре провітрюваних приміщеннях або у затінку на відкритому повітрі.

## Вирощування
Тою міцну висівають у пухкий ґрунт на глибину 1—1,5 см. Сходи з'являються навесні. В перший рік життя рослина утворює розетку, а цвіте і плодоносить — на другий рік. Вегетація починається з квітня. Протягом вегетаційного періоду рослини 2-3 рази проріджують, видаляючи бур'яни.
Збираючи тою, слід пам'ятати, що всі її частини отруйні.